# Xanthoria ectaneoides
Xanthoria ectaneoides är en lavart som först beskrevs av William Nylander och som fick sitt nu gällande namn av Alexander Zahlbruckner. 
Xanthoria ectaneoides ingår i släktet Xanthoria och familjen Teloschistaceae.   Inga underarter finns listade i Catalogue of Life.